# 恩斯特一世 (萨克森-科堡-哥达公爵)
萨克森-科堡-哥达公爵恩斯特一世（德語：Ernst Anton Karl Ludwig；1784年1月2日—1844年1月29日），1826年—1844年在位，1806年—1826年在位为萨克森-科堡-萨尔费尔德公爵恩斯特三世。他是國王愛德華七世的祖父和喬治五世國王的曾祖父。
他是萨克森-科堡-萨尔费尔德公爵法蘭西斯的长子，其弟利奥波德一世是比利时首任国王。1806年继承父亲弗朗茨为萨克森-科堡-萨尔费尔德公爵，但该公国被拿破仑占领。但恩斯特也是普鲁士将军。1807年签订提尔西特和约后，恩斯特才得以统治该公国。1813-1814年他指挥萨克森第5军，攻克美因兹，又参加1815年的战役，在维也纳会议上，他得到利希滕贝格公国的领地。1834年他将这一领地售予普鲁士王国。他是阿尔伯特亲王（英國維多利亞女王夫婿）和恩斯特二世的父亲，死后爵位由恩斯特二世继承。他也是维多利亚公主（英国維多利亞女王之母）的兄长。

## 去世和坟墓
恩斯特死于1844年1月29日，最初被埋葬在森林教堂，但后来移至新建的陵墓Friedhof am Glockenberg（de）。:47